# Amphipyra grisea
Amphipyra grisea är en fjärilsart som beskrevs av Vorbrodt. Amphipyra grisea ingår i släktet Amphipyra och familjen nattflyn. Inga underarter finns listade i Catalogue of Life.